# Varick Street

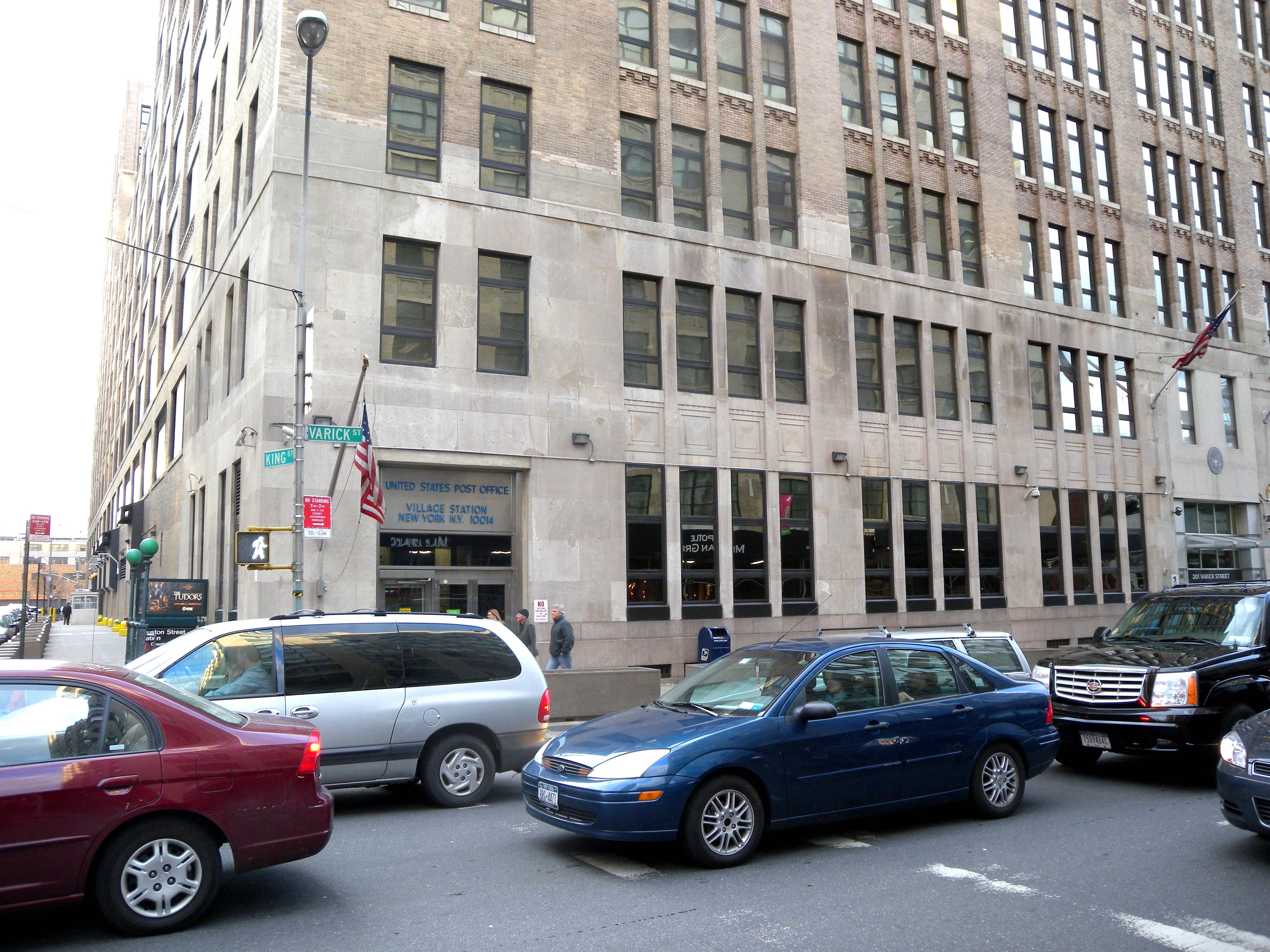
Im Gebäude 201 Varick Street befindet sich das Environmental Measurements Laboratory und die Village Postal Station

Die Varick Street ist eine 1,25 Kilometer lange in Nord-Süd-Richtung verlaufende Einbahnstraße im Südwesten des Stadtbezirks Manhattan in New York City, USA.

## Lage und Verlauf
Die Varick Street beginnt im Süden des Viertels West Village an der Clarkson Street als Verlängerung der Seventh Avenue. Dann verläuft sie südwärts durch das Viertel Hudson Square in den Stadtteil Tribeca und endet dort an der Kreuzung der Leonard Street und West Broadway. Die wichtigsten Querstraßen, die die Varick Street kreuzen sind die Houston Street und Canal Street. An der Broome Street zweigen die beiden rechten Spuren der Varick Street von der Straße ab und führen in den Holland Tunnel.

## Geschichte
Die Varick Street wurde nach Richard Varick benannt, der von 1789 bis 1801 Bürgermeister von New York City war und hier Grund besaß.
1917 wurde die Varick Street während des Ausbaus der Seventh Avenue verbreitert. Dafür wurden etliche Gebäude abgerissen – darunter die St. John’s Chapel, was den Bau der IRT Broadway – Seventh Avenue Line ermöglichte.

## Nahverkehr
Die M20 Buslinie verkehrt auf der gesamten Länge entlang der Varick Street – von ihrem Anfang an der Seventh Avenue bis zu ihrem Ende am West Broadway. Darüber hinaus quert die M21 Buslinie die Varick Street an zwei Punkten: auf Höhe der Houston Street in westlicher Fahrtrichtung und auf Höhe der Spring Street in östlicher Richtung.
Folgende U-Bahn-Haltestellen befinden sich an der Varick Street: Houston Street (IRT Broadway – Seventh Avenue Line), Franklin Street (IRT Broadway – Seventh Avenue Line) und Canal Street (IRT Broadway – Seventh Avenue Line).